# Махарбал
Махарбал је био командант Ханибалове коњице за време Другога пунскога рата. Током италијанскога похода Ханибал је био у предности због надмоћније коњице, која је била под Махарбаловим заповедништвом. Најчувенији је по томе како је критиковао Ханибала након битке код Кане, када је Ханибал одбио његов савет да крене на Рим. Наводно је тада рекао за Ханибала да зна да како да побеђује, али да не зна да искористи победе.

## Војни успеси
О његовом оцу Химилку ништа се не зна. Махарбал се по први пут помиње приликом опсаде Сагунта 219. п. н. е. Током Ханибалова одсуства командовао је снагама, које су опседале Сагунт, а толико је добро командовао да једва да се осетило Ханибалово одсуство. Успео је да сруши значајан део сагунтских бедема. Пратио је Ханибала 218. п. н. е. приликом његовога преласка Алпа и инвазије Италије. Ханибал га је послао да са 500 нумиђанских коњаника пустоши територију римских савезника и да придобија галске вође. Међутим непосредно пред битку код Тицина Ханибал га је позвао натраг. У бици код Тицина картагињанска коњица победила је римску коњицу.

## Битка код Тразименскога језера
У бици код Тразименскога језера 217. п. н. е. римска војска је била ухваћена у заседи и велики део војке је погинуо. Око 6.000 римских војника побегло је под заштитом магле. Побегли су у неко етрурско село. Махарбал их је следио са коњицом и опколио је етрурско село у коме су се налазили. Римска војска се онда предала под условом, да им се поштеди живот. Ханибал није пристао на услове предаје, које им је Махурбал обећао тврдећи да је Махурбал прекорачио своја овлаштења.

## Пресреће и побеђује велику римску коњицу
Конзул Гнеј Сервилије Гемин је у време битке код Тразименскога језера био код Ариминија, на обали Јадранскога мора. На вести да се Ханибал налази у Етрурији и да се његова војска улогорила поред војска конзула Гаја Фламинија, Гемин је намеравао да се придружи Гају Фламинију. Пошто није могао да брзо дође, послао је напред пропретора Гаја Ценетенија са 4.000 коњаника. Ханибал је након победе код Тразименскога језера чуо да Римљанима долази појачање, па је онда послао Махарбала са стрелцима и са коњицом. Махарбал је у првом нападу побио пола римске коњице, а остатак снага се повлачио до једнога брда, где су се предали. После тога Махарбал је са нумиђанском коњицом пустошио Фалернску низију, па се надалеко раширила паника.

## Битка код Кане
Махарбал је према Ливију командовао десним крилом картагињанске војске у бици код Кане. Према Апијану командовао је резервном коњицом, а Полибије га не помиње. Ипак сигурно је да је држао значајан положај за време битке. Након битке и катастрофалнога римскога пораза саветовао је Ханибала да искористе погодну прилику и крену на сам Рим и да за пет дана могу да освоје Рим и Капитол. Саветовао је да он крене напред са коњицом. Када је Ханибал одбио да крене на Рим Махарбал му је рекао да је надарен од богова како да осваја, али да не зна да искористи своју победу. Ипак модерни историчари сматрају да је Ханибал поступио разумно. Према историчару Хансу Делбрику картагињанска војска је имала много погинулих и рањених, па није била у стању да изведе директан напад на Рим. Неуспешни напад на Рим би поништио психолошке ефекте које је победа код Кане имала на римске савезнике. Чак и да му је војска била у пуној снази опсада Рима би била веома захтевна операција, која би захтевала да покори највећи део шире околине Рима, да би осигурао своје снабдевање и прекинуо снабдевање непријатеља.
Након Кане 
Махарбал се у историјским изворима помиње приликом битке код Касилинума. Након тога о њему се ништа не зна. Могуће је да је погинуо приликом опсаде Касилинума или нешто касније.